# Ceratosolen vechti
Ceratosolen vechti är en stekelart som beskrevs av Wiebes 1963. Ceratosolen vechti ingår i släktet Ceratosolen och familjen fikonsteklar. Inga underarter finns listade i Catalogue of Life.